# Frank Tashlin
Frank Tashlin, eigentlich Francis Fredrick von Taschlein (* 19. Februar 1913 in Weehawken, New Jersey; † 5. Mai 1972 in Hollywood, Kalifornien) war ein US-amerikanischer Animator, Drehbuchautor und Regisseur. Er begann seine Karriere in verschiedenen Trickfilmstudios, bevor er sich einen Namen als Regisseur von Cartoons bei Warner Bros. machte. In den 1940er Jahren wechselte Tashlin zu Realfilmen, wobei er sich auf Filmkomödien spezialisierte.

## Tashlin als Animator
Tashlin wurde als Francis Frederick von Taschlein (sein Vater war Deutscher, seine Mutter Französin) in New Jersey geboren. Nachdem er als Dreizehnjähriger die Schule abbrach, wechselte Tashlin von Job zu Job, bis er eine Anstellung als Botenjunge in Max Fleischers Animationsstudio in New York City fand. Von dort wechselte er 1930 zum Van Beuren Studio, wo er als Zeichner für die Trickfilmreihen Aesop’s Fables und Tom und Jerry (eine Cartoonreihe mit zwei menschlichen Charakteren, nicht zu verwechseln mit den MGM-Cartoons mit Kater Tom und der Maus Jerry) arbeitete. 1933 wurde er von Leon Schlesinger nach Hollywood geholt, um als Animator an den Looney Tunes und Merry Melodies Cartoons zu arbeiten. Hier arbeitete er mit Tex Avery, Chuck Jones und Robert Clampett zusammen. Gleichzeitig veröffentlichte Tashlin unter dem Pseudonym Tish Tash eine erfolgreiche Comicreihe. Als Schlesinger eine Beteiligung an Tashlins Gewinnen aus den Comics verlangte, kündigte Tashlin bei Warner Brothers.
Nach einem kurzen Gastspiel bei MGM, wo er für Ub Iwerks’ Reihe Flip der Frosch arbeitete, wurde er Gag-Autor bei Hal Roach. Tashlin schrieb Drehbücher für Zweiakter mit Laurel und Hardy, den kleinen Strolchen und Charley Chase.
Da Schlesinger die Produktion von Trickfilmen ausdehnen wollte, bot er 1936 Tashlin an, als Trickfilmregisseur zu Warner Bros. zurückzukehren. Dort hatte er großen Einfluss in der Entwicklung des ersten großen Stars der Looney Tunes, Schweinchen Dick (Porky Pig). Nach nur zwei Jahren (in denen er bei 21 Filmen Regie führte) kündigte Tashlin erneut. Er ging zu Disney und arbeitete dort als Storyentwickler (zusammen mit Carl Barks) und Storyboard-Zeichner für verschiedene Projekte.
1941 wechselte Tashlin zu Screen Gems, der neu gegründeten Animationsabteilung von Columbia Pictures. Obwohl er dort nur ein Jahr lang blieb, war Tashlin für die besten Cartoons dieses Studios verantwortlich. Sein Kurzfilm The Fox and the Grapes galt als besonders innovativ und nahm die Komik der Road Runner und Wile E. Coyote-Filme vorweg.
1942 kehrte Tashlin ein zweites Mal zu Warner Bros. zurück. Sein großes Vorbild Tex Avery war inzwischen zu MGM gewechselt und Chuck Jones war zum Regisseur befördert worden. Tashlin führte Regie bei Bugs Bunny-, Daffy Duck- und Schweinchen Dick-Cartoons sowie bei vier Private Snafu-Filmen, die als Propaganda- und Lehrfilme im Zweiten Weltkrieg eingesetzt wurden.

## Tashlin als Regisseur
1946 verabschiedete Tashlin sich endgültig vom Animationsgeschäft. Er arbeitete wieder als Gag-Autor für die Marx Brothers, Lucille Ball und Bob Hope. Vor allem sein Drehbuch für die Bob Hope-Komödie Sein Engel mit den zwei Pistolen (The Paleface) war sehr erfolgreich. Während dieser Zeit begann Tashlin außerdem, mehrere Kinderbücher zu veröffentlichen. Sein erstes Buch, The Bear that Wasn’t, wurde später von Chuck Jones verfilmt.
1951 erhielt Tashlin seine Chance, die Regie bei dem Nachdreh für den Bob Hope-Film The Lemon Drop Kid zu übernehmen. Hope und der Produzent von The Lemon Drop Kid, Robert Welch, waren von Tashlins Arbeit beeindruckt und boten ihm an, als Regisseur und Drehbuchautor mit ihnen die Fortsetzung von The Paleface zu produzieren. Da Tashlin sich aber nicht an ein Studio binden wollte, stellte er zuerst sein offizielles Regiedebüt Ein Baby kommt selten allein (The First Time) fertig, bevor er dann 1952 Bleichgesicht Junior (Son of Paleface) drehte.
Nach zwei Filmen für RKO Pictures unterschrieb Tashlin einen Vertrag bei Paramount Pictures. Sein erster Film für das Studio war 1955 die Komödie Der Agentenschreck (Artists and Models), einer der besten Filme des Komikerduos Dean Martin und Jerry Lewis. Mit diesem Film begann eine sehr erfolgreiche Zusammenarbeit von Tashlin mit Jerry Lewis. Mit Martin und Lewis drehte Tashlin noch einen weiteren Film, Alles um Anita (Hollywood or Bust), der der letzte gemeinsame Film des Duos werden sollte. Tashlin setzte aber die Arbeit mit Jerry Lewis fort und machte mit ihm zusammen sechs weitere Filme. Ähnlich wie Bob Hope in Bleichgesicht Junior verstand es Tashlin, Lewis’ eigentümliche Komik passgenau umzusetzen. Zwar wirken gerade die Filme mit Lewis wie eine Realfilmversion seiner Zeichentrickfilme, doch waren Tashlins Filme weitaus komplexer. Jerry Lewis wurde zu Tashlins Protegé, und nachdem er intensiv an der Produktion des Films Aschenblödel (Cinderfella) beteiligt war, wagte es Lewis 1960 selber, Regie zu führen (in der Komödie Hallo Page!). Trotz des großen Erfolges seiner eigenen Regiearbeiten produzierte Lewis bis 1964 noch drei weitere Filme mit Tashlin als Regisseur und Drehbuchautor.
Auch wenn heute die Jerry Lewis-Filme zu Tashlins bekanntesten Arbeiten gehören, setzte er während dieser Jahre auch Filme mit anderen Stars in Szene. Die Musikkomödie The Girl Can’t Help It (auch als Schlagerpiraten bekannt) von 1956 setzte Maßstäbe, da erstmals schwarze Rock-’n’-Roll-Stars wie Little Richard oder Fats Domino in einem Spielfilm zu sehen waren. Dieser Film war auch der erste Rock ′n′ Roll-Film, der in Cinemascope und in Farbe gedreht wurde (beides wurde vom Schauspieler Tom Ewell im Prolog des Films stolz präsentiert). Am beeindruckendsten in diesem Film war aber schauspielerische Leistung von Jayne Mansfield, die Tashlin sowohl als Sexbombe als auch eine Parodie dieser einsetzte. Mit Mansfield verwirklichte Tashlin ein Jahr später Sirene in blond (Will Success Spoil Rock Hunter?), eine beißende Satire, die als Tashlins bester Film gilt.
In den 1960er Jahren arbeitete Tashlin nicht nur mit Jerry Lewis zusammen, sondern drehte auch Filme mit Komikern wie Terry-Thomas (Dinosaurier bevorzugt), Danny Kaye (Der Mann vom Diners Club) oder Tony Randall (Die Morde des Herrn ABC, eine Krimiparodie mit Randall als Hercule Poirot). 1966 und 1967 drehte er mit Doris Day die Filme Spion in Spitzenhöschen (The Glass Bottom Boat, Days letzter erfolgreicher Film) und Caprice.
Ironischerweise endete Tashlins Karriere als Regisseur wie sie begann – mit einem Bob Hope-Film. 1968 galt allerdings Hopes Humor schon als veraltet, und so wurde Wo bitte gibt’s Bier an der Front? (The Private Navy of Sgt. O’Farrell) zu einem Misserfolg. Tashlin zog sich von der Regiearbeit zurück. Er arbeitete zwar noch an einigen Drehbuchentwürfen, doch wurde keiner davon umgesetzt. Frank Tashlin starb am 5. Mai 1972 in Hollywood.
Tashlin wurde auf dem Höhepunkt seiner Karriere von den französischen Filmkritikern von „Cahiers du cinéma“ gefeiert. Obwohl er „nur“ ein Genrespezialist war, hat ihn vor allem Jean-Luc Godard als echten Auteur gesehen. So schrieb er in einer Kritik zu Alles um Anita, dass Tashlin die Hollywood-Komödie nicht nur wiederbelebt, sondern neu erschaffen habe. Nach seinem Tod wurde sein Werk dagegen eher unterschätzt, nach einer Würdigung bei dem Edinburgh Festival im Herbst 1973 dauerte es 21 Jahre, bis er beim Internationalen Filmfestival von Locarno mit einer Retrospektive geehrt wurde.

## Filmografie (Auswahl)
- 1944: Schweinchen Dick legt ein Ei (Swooner Crooner)
- 1947: Mädchen für Hollywood (Variety Girl) (Drehbuch)
- 1948: Dieser verrückte Mr. Johns! (The Fuller Brush Man) (Drehbuch)
- 1950: Seine Frau hilft Geld verdienen (The Fuller Brush Girl) (Drehbuch)
- 1950: Die Männerfeindin (A Woman of Distinction) (Drehbuch)
- 1951: Spione, Liebe und die Feuerwehr (My Favorite Spy) (Drehbuch)
- 1952: Ein Baby kommt selten allein (The First Time)
- 1952: Bleichgesicht Junior (Son of Paleface)
- 1953: Heirate mich noch mal (Marry Me Again)
- 1954: Eine Nacht mit Susanne (Susan Slept Here)
- 1955: Der Agentenschreck (Artists and Models)
- 1956: Meine Frau der Leutnant (The Lieutenant Wore Skirts)
- 1956: The Girl Can’t Help It (The Girl Can’t Help It)
- 1956: Alles um Anita (Hollywood or Bust)
- 1957: Sirene in blond (Will Success Spoil Rock Hunter?)
- 1958: 5 auf einen Streich (Rock-a-Bye Baby)
- 1958: Der Geisha Boy (The Geisha Boy)
- 1959: Engel auf heißem Pflaster (Say One for Me)
- 1960: Aschenblödel (Cinderfella)
- 1961: Dinosaurier bevorzugt (Bachelor Flat)
- 1962: Geld spielt keine Rolle (It’s Only Money)
- 1963: Der Mann vom Diners Club (The Man from the Diner’s Club)
- 1963: Der Ladenhüter (Who’s Minding the Store?)
- 1964: Der Tölpel vom Dienst (The Disorder Orderly)
- 1965: Die Morde des Herrn ABC (The Alphabet Murders)
- 1966: Spion in Spitzenhöschen (The Glass Bottom Boat)
- 1967: Caprice (Caprice)
- 1968: Wo bitte gibt’s Bier an der Front? (The Private Navy of Sgt. O’Farrell)